# Valdemar V d'Anhalt-Köthen
Valdemar V d'Anhalt-Köthen (mort en 1436) fut un prince allemand de la maison d'Ascanie corégent de la principauté d'Anhalt-Köthen.

## Biographie
Valdemar est le second fils d'Albert IV d'Anhalt-Köthen et de sa première épouse Elisabeth, fille de Gebhard III, comte de Mansfel. Conformément aux règles successorales de la maison d'Ascanie, Valdemar hérite d'Anhalt-Köthen conjointement avec son frère aîné Adolphe Ier après la mort de leur père en 1423, sans partage des possessions patrimoniales. Ils règnent comme corégents jusqu'à la mort de Valdemar. Comme le fils unique de Valdemar, qui s'était fait ordonné prêtre, renonce à ses droits, Adolphe Ier devient l'unique souverain de la principauté après sa mort.

## Union et postérité
En 1420 Valdemar épouse Sophie, fille de Conrad de Hadmersleben, seigneur d'Egeln, et de son épouse Elisabeth de Querfurt, qui l’année précédente était devenue la seconde femme de son propre père Albert IV ; en conséquence, les deux époux étaient parents par alliance. Ils ont deux enfants :
- Jean III d'Anhalt (mort en 1463), chanoine de Magdebourg et d'Halberstadt, il renonce à tous ses droits après la mort de son père ;
- Elisabeth (morte après 1490), nonne à Derenburg.